# Зичи, Стефан
Граф Стефан (Штефан) Зичи (нем. Stephan Zichy; 13 апреля 1780, Вена — 8 июня 1853, Вена) — австрийский посол в России (1827—1828).

## Биография
Выходец из венгерского магнатского рода Зичи. Родился в 1780 году в Вене в семье графа Стефана Зичи (старшего) и Терезы, урожденной графини Пальфи. 
Получив хорошее образование, поступил на австрийскую дипломатическую службу. В 1805—1809 годах был австрийским послом в королевстве Саксония (со столицей в Дрездене), в 1810—24 годах — в королевстве Пруссия (в Берлине). На посту австрийского посла в Пруссии граф Зичи находился в эпоху войны 1813—14 годов, когда Австрия, Пруссия и Россия вместе сражались против Наполеона. Зичи, соответственно, участвовал в координации этой деятельности, и находился в хороших отношениях с прусским министром-реформатором Гарденбергом, фельдмаршалом Блюхером, а также непосредственно с королём Фридрихом Вильгельмом III, который наградил его большим крестом ордена Красного орла, а в дальнейшем — и орденом Чёрного орла.
В 1827 году Зичи был назначен послом в Россию, где проработал около двух лет (1827—28). Император Николай I, большой любитель манёвров и парадов, увидев, что Зичи явился представляться ему в венгерском костюме гусарского покроя, немедленно пригласил его на кавалерийский смотр. По всей вероятности, император был разочарован, узнав, что Зичи не является профессиональным военным, и, как гражданское лицо, даже не имеет права сопровождать императора на многочасовых военных смотрах, где Николай I, сидя верхом в окружении своей свиты, решал многие важные государственные дела. В 1828 году, Зичи, ссылаясь на плохой климат, покинул Россию. В 1829 году ему на смену прибыл граф Карл Людвиг Фикельмон — один из самых известных австрийских кавалерийских генералов, с которым у императора Николая сложились великолепные отношения.
После Санкт-Петербурга Зичи уже не получал дипломатических должностей, однако, продолжал играть важную роль при императорском дворе в Вене, где зарекомендовал себя последовательным сторонником Меттерниха. Император Франц Иосиф I наградил его золотым крестом гражданских заслуг и большим крестом ордена Святого Стефана.
Скончался Зичи в 1853 году в Вене.
Его родственник, Михаил (Михай) Зичи, был известным художником и много лет работал при русском дворе.